# 无锡现代农业博览园
31°37′56″N 120°27′56″E / 31.63236°N 120.46551°E
无锡现代农业博览园，简称无锡农博园，位于中华人民共和国江苏省无锡市锡山区安镇街道胶山村的一个博览园，锡东大道西侧。

## 特点
无锡农博园总面积1平方公里，投资25亿元人民币。2008年5月24日，正式开园，其由农业博览展示区、生态康体康居区、农耕文化展示区和农业旅游观光区四大景区组成。2013年，入选江苏省级生态文明教育基地。同年入选江苏省科普教育基地。2015年10月，农博园被纳入翠屏山旅游度假区整体规划内。

## 图库

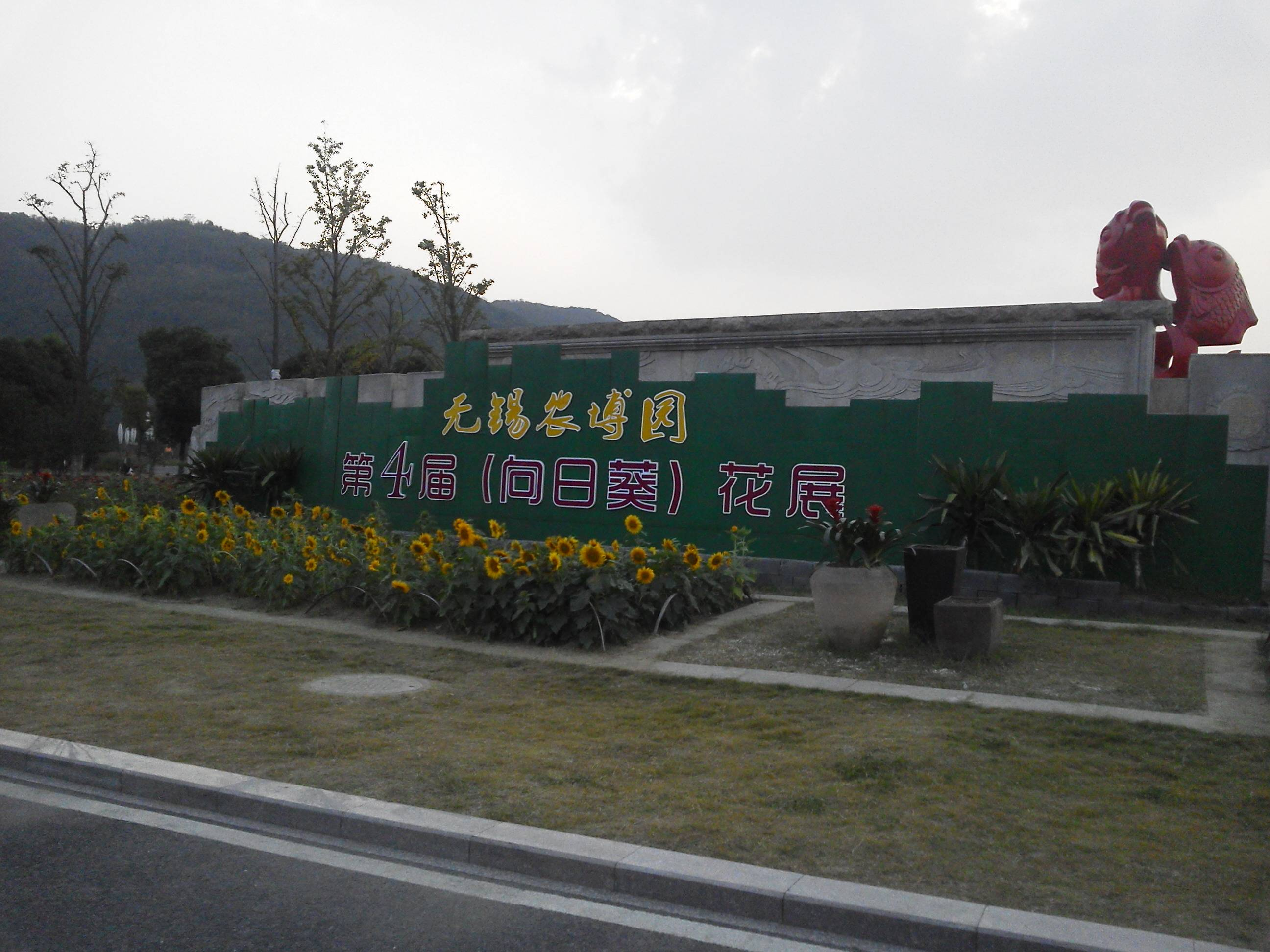
无锡农博园第四届向日葵花展
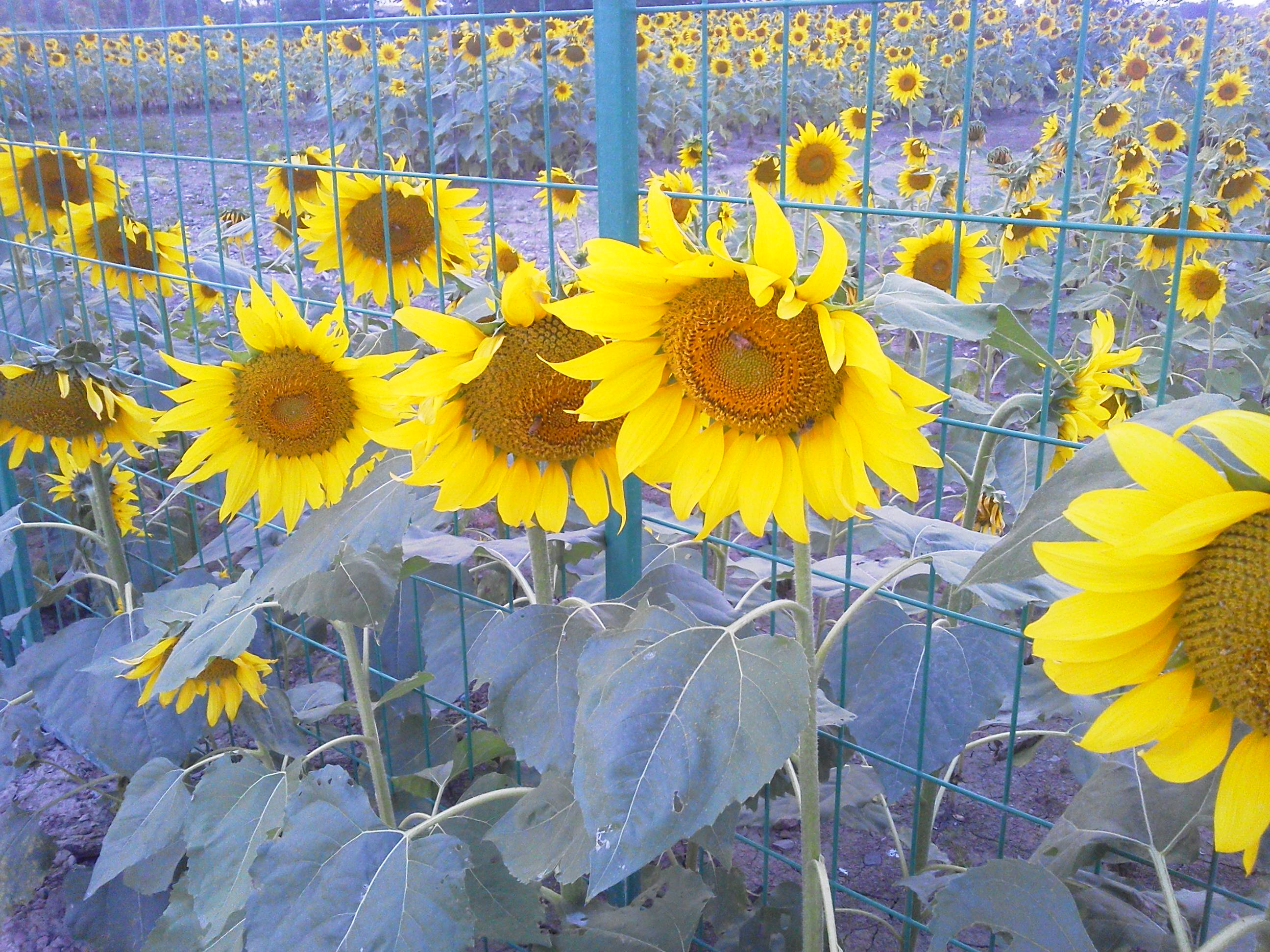
无锡农博园里的向日葵
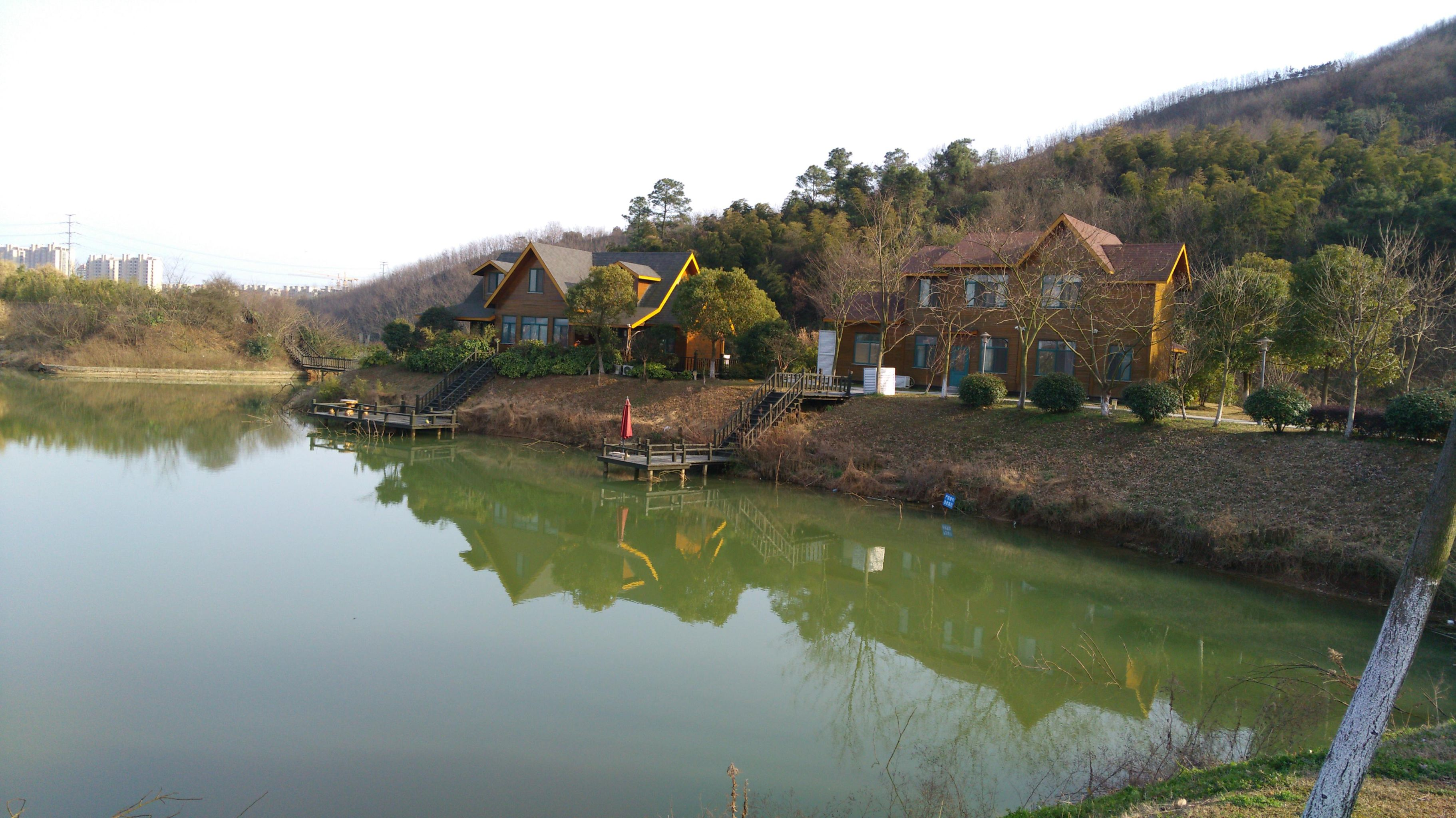
无锡农博园
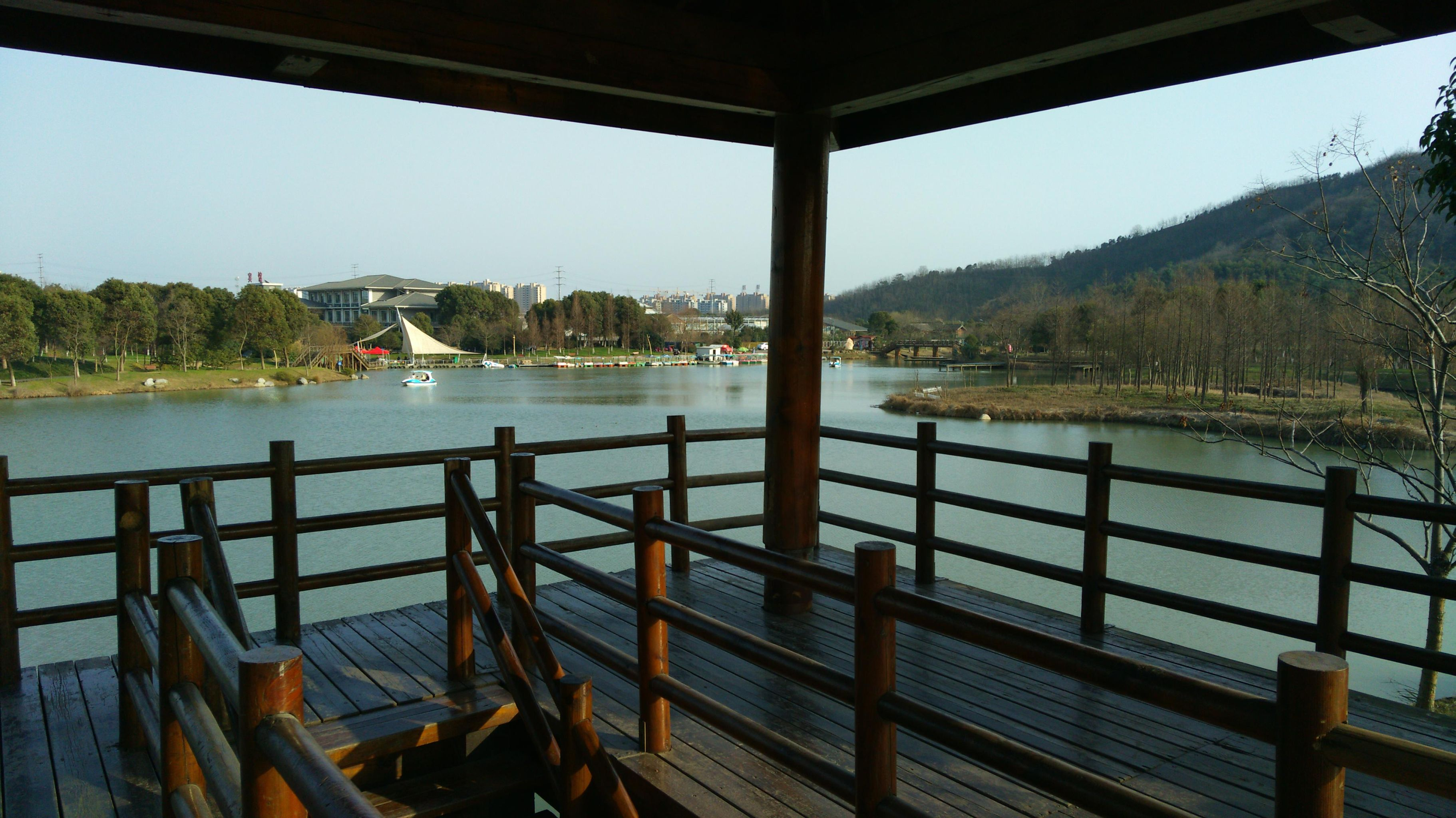
无锡农博园
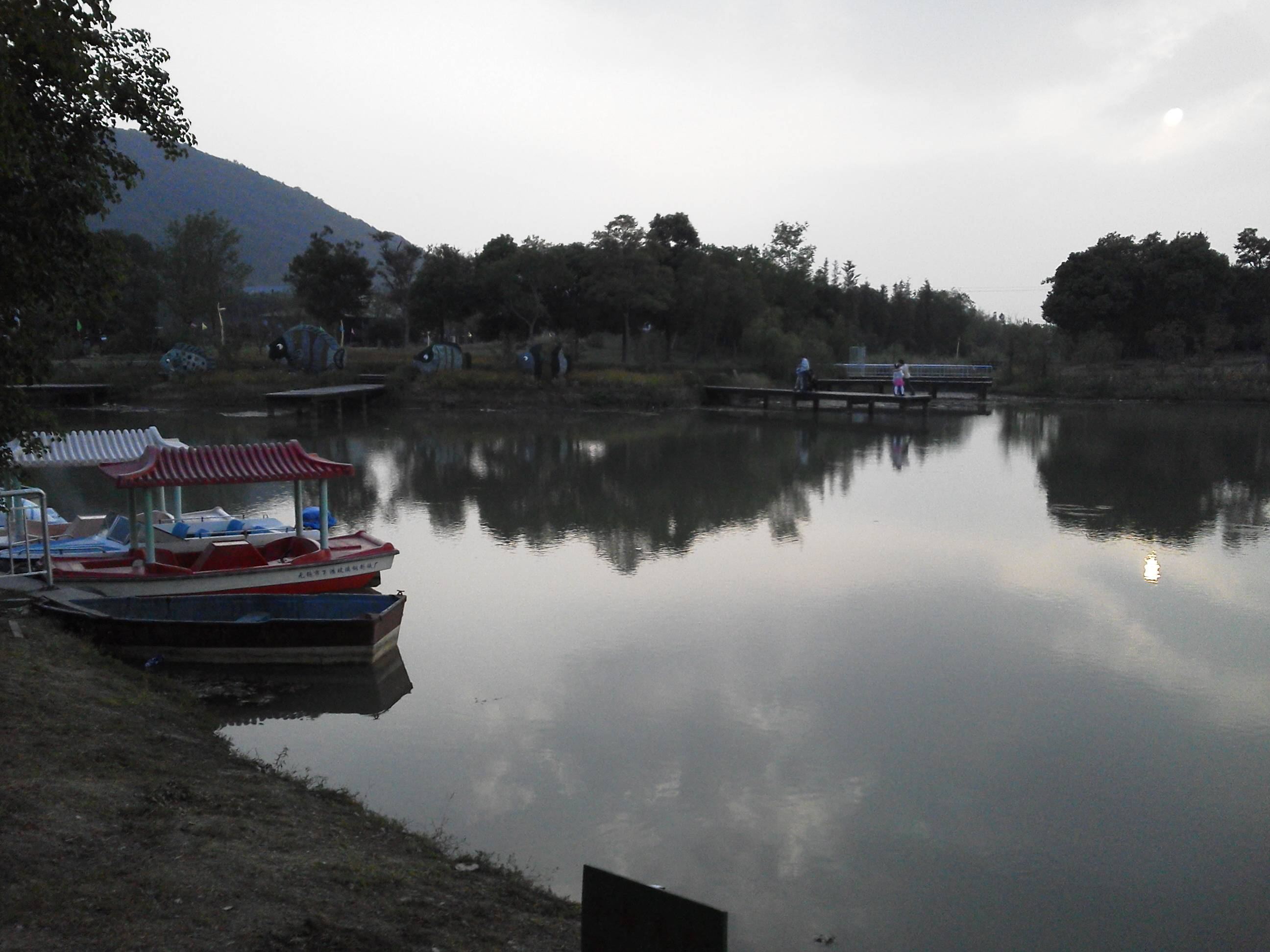
无锡农博园
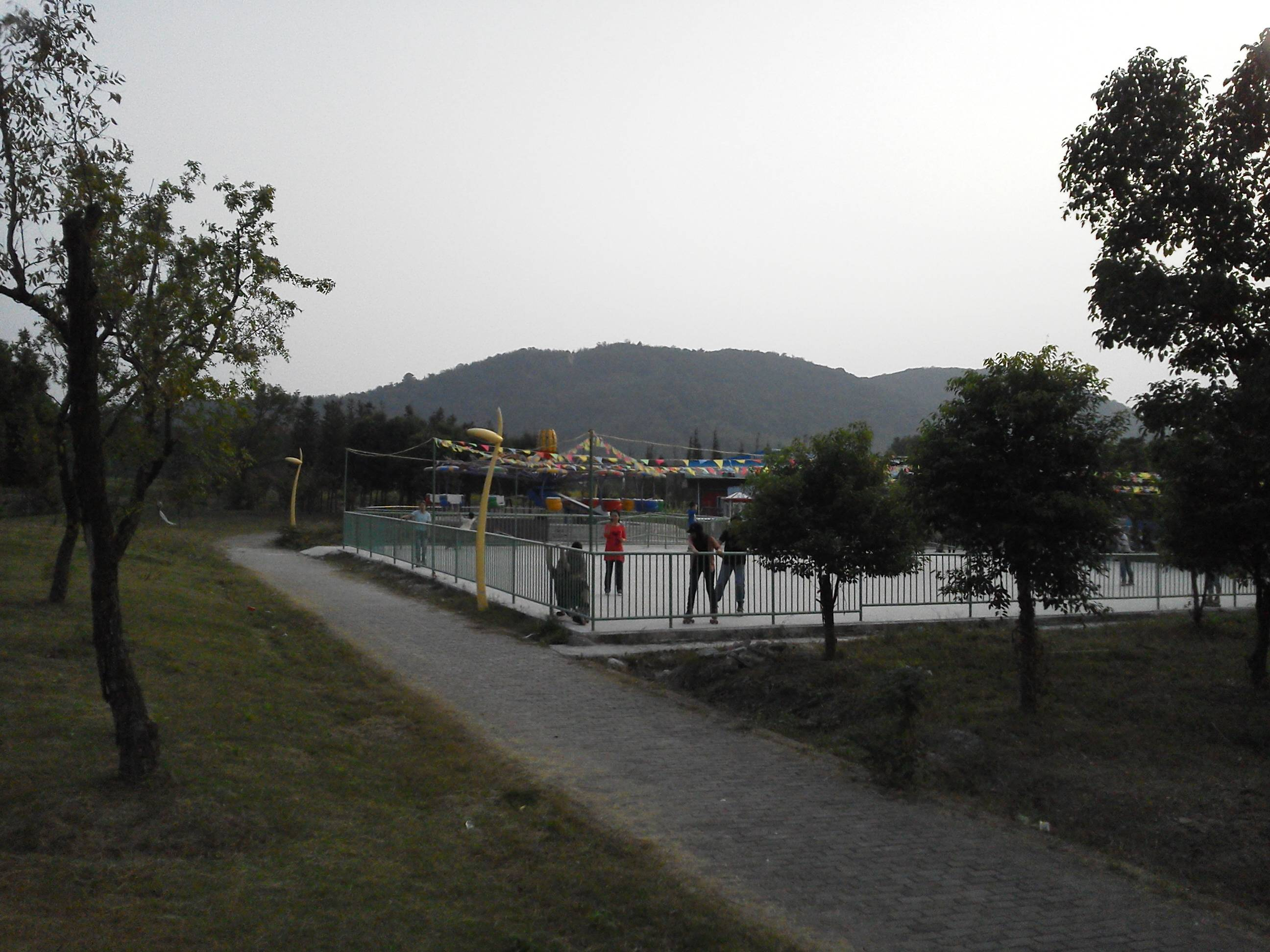
无锡农博园
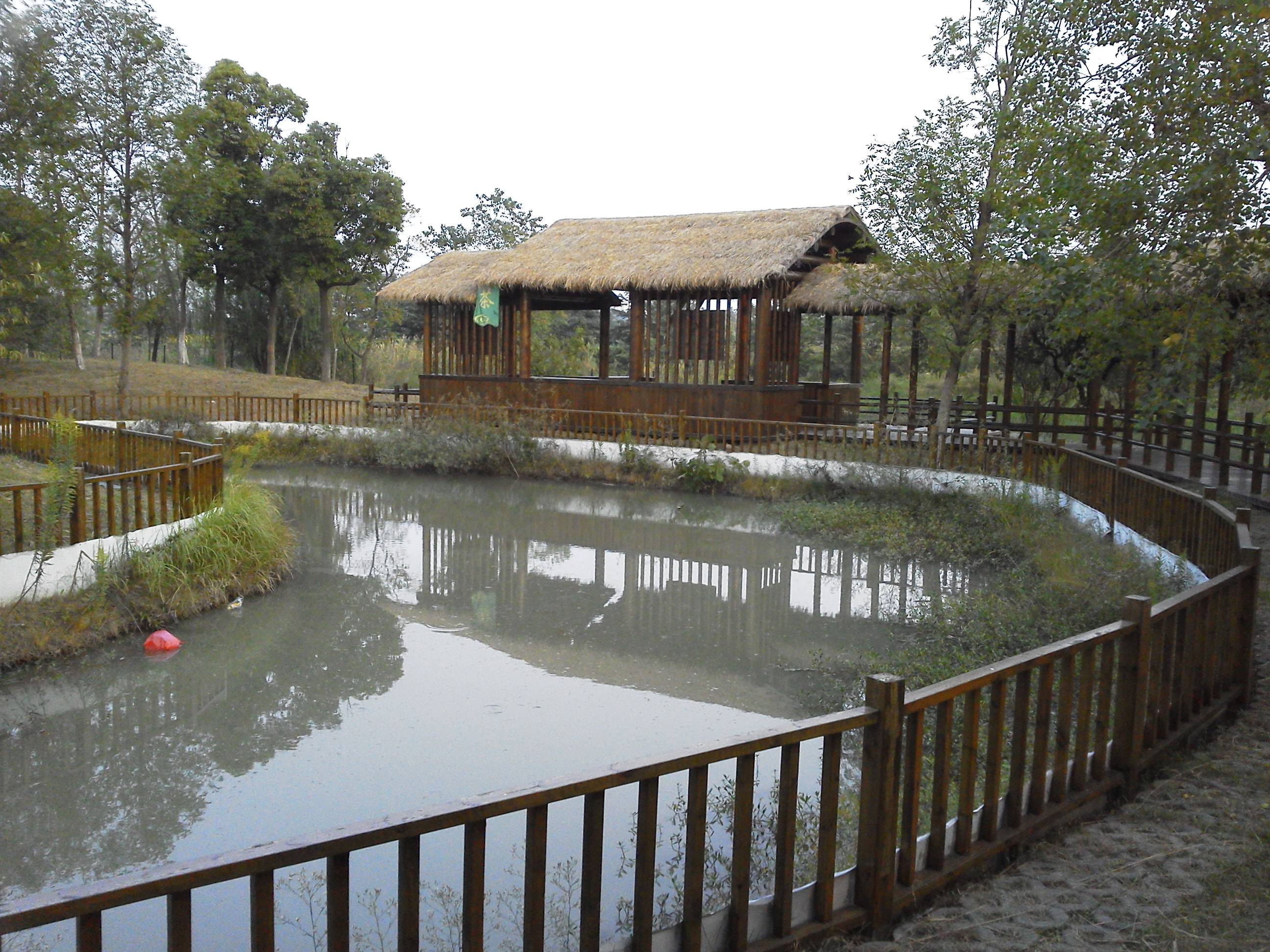
无锡农博园
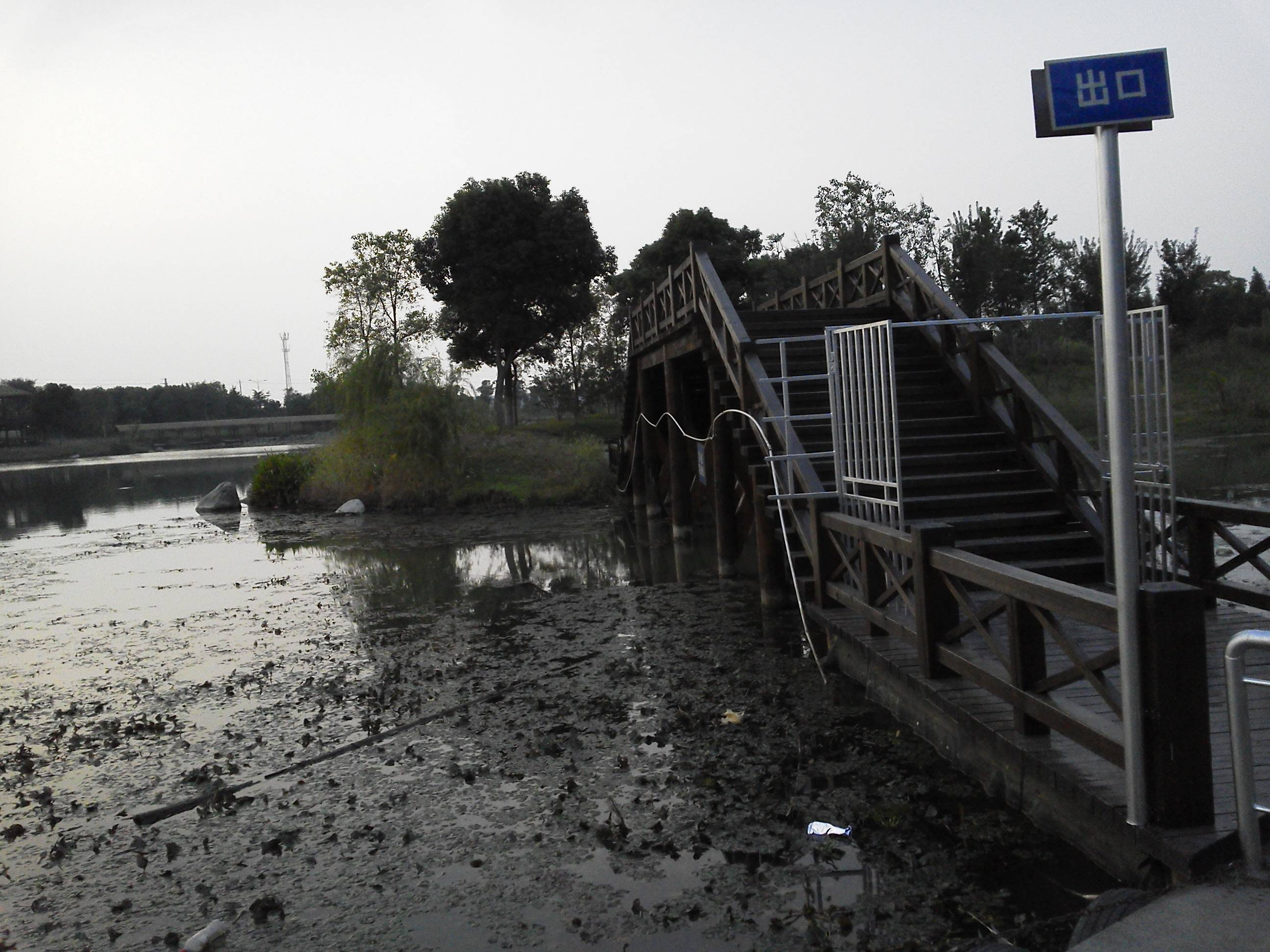
无锡农博园